# Viola angustifolia
Viola angustifolia är en violväxtart som beskrevs av Rodolfo Amando Philippi. Viola angustifolia ingår i släktet violer, och familjen violväxter. Inga underarter finns listade i Catalogue of Life.